# 2004年イギリスグランプリ
2004年イギリスグランプリ (Foster's British Grand Prix) は、2004年F1世界選手権の第11戦として、2004年7月11日にシルバーストン・サーキットで開催された。

## グランプリ前～グランプリ中
グランプリ開幕前にロンドン市街地コースをF1マシンが走るというイベントを開催。ルノーおよびザウバーの2チームをのぞく全チームがリージェントストリートを区切って作られた特設コースでF1を走らせた。ほとんどのチームは現役のドライバーを出走させたが、ジョーダンは1992年のワールドチャンピオン、ナイジェル・マンセルを走らせ、ジャガーもマーティン・ブランドルを走らせている。また、ミナルディはご自慢の2シーターF1を走らせた。
グランプリウィークエンドにトヨタは来シーズンのラルフ・シューマッハの加入を発表したが、本人はアメリカGPの事故の後、このレースにも出走せず、マルク・ジェネが代わりに参戦する。
レース前にミナルディのスポーティングディレクター、ジョン・ウォルトンが心臓発作により、47歳で亡くなった。ミナルディは全スポンサーからの同意を取りつけ、スポンサーロゴをマシンから外し、故人を追悼するメッセージをマシンに掲載した。しかしながらそのことが原因でメインスポンサーのウィラックスがのちにチームから離脱することになった。

## 予選
予選1回目はバトンがトップタイムだった。シューマッハは予選1回目でスピンを喫したが、これは午後は雨が降る可能性があるということで、トップチームはあえて遅く走り、本予選の出走順番を早めたというものであるが、予選中は雨は降らなかった。
フィジケラはエンジントラブルが発生、予選を走らず予選最下位となった。
| 順位 | No | ドライバー                 | コンストラクター        | タイム   | 差      |
| ---- | -- | -------------------------- | ----------------------- | -------- | ------- |
| 1    | 6  | キミ・ライコネン           | マクラーレン-メルセデス | 1:18.233 | —       |
| 2    | 2  | ルーベンス・バリチェロ     | フェラーリ              | 1:18.305 | +0.072  |
| 3    | 9  | ジェンソン・バトン         | B・A・R-ホンダ          | 1:18.580 | +0.347  |
| 4    | 1  | ミハエル・シューマッハ     | フェラーリ              | 1:18.710 | +0.477  |
| 5    | 7  | ヤルノ・トゥルーリ         | ルノー                  | 1:18.715 | +0.482  |
| 6    | 8  | フェルナンド・アロンソ     | ルノー                  | 1:18.811 | +0.578  |
| 7    | 5  | デビッド・クルサード       | マクラーレン-メルセデス | 1:19.148 | +0.915  |
| 8    | 3  | ファン・パブロ・モントーヤ | ウィリアムズ-BMW        | 1:19.378 | +1.145  |
| 9    | 10 | 佐藤琢磨                   | B・A・R-ホンダ          | 1:19.688 | +1.455  |
| 10   | 14 | マーク・ウェバー           | ジャガー-コスワース     | 1:20.004 | +1.771  |
| 11   | 12 | フェリペ・マッサ           | ザウバー-ペトロナス     | 1:20.202 | +1.969  |
| 12   | 17 | オリビエ・パニス           | トヨタ                  | 1:20.335 | +2.102  |
| 13   | 4  | マルク・ジェネ             | ウィリアムズ-BMW        | 1:20.335 | +2.102  |
| 14   | 16 | クリスチアーノ・ダ・マッタ | トヨタ                  | 1:20.545 | +2.312  |
| 15   | 15 | クリスチャン・クリエン     | ジャガー-コスワース     | 1:21.559 | +3.326  |
| 16   | 19 | ジョルジオ・パンターノ     | ジョーダン-フォード     | 1:22.458 | +4.225  |
| 17   | 18 | ニック・ハイドフェルド     | ジョーダン-フォード     | 1:22.677 | +4.444  |
| 18   | 20 | ジャンマリア・ブルーニ     | ミナルディ-コスワース   | 1:23.437 | +5.204  |
| 19   | 21 | ゾルト・バウムガルトナー   | ミナルディ-コスワース   | 1:24.117 | +5.884  |
| 20   | 11 | ジャンカルロ・フィジケラ   | ザウバー-ペトロナス     | no time  | no time |

## 決勝
レースはライコネンが独走する。シューマッハはバリチェロやバトンの後ろにつけていたが、シューマッハはほかのドライバーの多くが3ストップ作戦で挑んでいたなか、2ストップ作戦であった。ライコネンが1回目のピットインの後シューマッハがトップに立つと、それ以後はもうライコネンには優勝のチャンスは残っていなかった。レース半ばでミナルディのバウムガルトナーはエンジンを壊してリタイヤしてしまった。
レース終盤、トゥルーリが大クラッシュする。彼のルノーはコントロールを失って高速ブリッジコーナーを過ぎ、タイヤが壁に衝突した。車は横転しグラベルで停止した。酷い事故であったがドライバーにはけがはなかった。これによりレースはセーフティカーが導入され、3ストップ勢が最後のピットインを行った。
レースはそのままシューマッハが優勝し、通算80勝目をあげた。ライコネンは2位となったが、ライコネンとマクラーレンは今シーズン初の表彰台を手にした。3位にはバリチェロが入った。フィジケラの6位はマシントラブルで予選出走を取りやめてからの6位フィニッシュで驚異的であった。
ラルフ・シューマッハの代役ジェネは12位に終わり、チームは次戦ドイツグランプリからアントニオ・ピッツォニアを起用することを決めた。結果的にこのレースがジェネの最後の出走となった。
| 順位     | No | ドライバー                 | チーム                  | 周回 | タイム                      | グリッド | ポイント |
| -------- | -- | -------------------------- | ----------------------- | ---- | --------------------------- | -------- | -------- |
| 1        | 1  | ミハエル・シューマッハ     | フェラーリ              | 60   | 1:24:42.700                 | 4        | 10       |
| 2        | 6  | キミ・ライコネン           | マクラーレン-メルセデス | 60   | +2.130                      | 1        | 8        |
| 3        | 2  | ルーベンス・バリチェロ     | フェラーリ              | 60   | +3.114                      | 2        | 6        |
| 4        | 9  | ジェンソン・バトン         | B・A・R-ホンダ          | 60   | +10.683                     | 3        | 5        |
| 5        | 3  | ファン・パブロ・モントーヤ | ウィリアムズ-BMW        | 60   | +12.173                     | 7        | 4        |
| 6        | 11 | ジャンカルロ・フィジケラ   | ザウバー-ペトロナス     | 60   | +12.888                     | 20       | 3        |
| 7        | 5  | デビッド・クルサード       | マクラーレン-メルセデス | 60   | +19.668                     | 6        | 2        |
| 8        | 14 | マーク・ウェバー           | ジャガー-コスワース     | 60   | +23.701                     | 9        | 1        |
| 9        | 12 | フェリペ・マッサ           | ザウバー-ペトロナス     | 60   | +24.023                     | 10       |          |
| 10       | 8  | フェルナンド・アロンソ     | ルノー                  | 60   | +24.835                     | 16       |          |
| 11       | 10 | 佐藤琢磨                   | B・A・R-ホンダ          | 60   | +33.736                     | 8        |          |
| 12       | 4  | マルク・ジェネ             | ウィリアムズ-BMW        | 60   | +34.303                     | 11       |          |
| 13       | 16 | クリスチアーノ・ダ・マッタ | トヨタ                  | 59   | +1 Lap                      | 12       |          |
| 14       | 15 | クリスチャン・クリエン     | ジャガー-コスワース     | 59   | +1 Lap                      | 13       |          |
| 15       | 18 | ニック・ハイドフェルド     | ジョーダン-フォード     | 59   | +1 Lap                      | 15       |          |
| 16       | 20 | ジャンマリア・ブルーニ     | ミナルディ-コスワース   | 56   | +4 Laps                     | 18       |          |
| リタイア | 19 | ジョルジオ・パンターノ     | ジョーダン-フォード     | 47   | スピン                      | 14       |          |
| リタイア | 7  | ヤルノ・トゥルーリ         | ルノー                  | 39   | サスペンション/アクシデント | 5        |          |
| リタイア | 21 | ゾルト・バウムガルトナー   | ミナルディ-コスワース   | 29   | エンジン                    | 19       |          |
| リタイア | 17 | オリビエ・パニス           | トヨタ                  | 16   | 消火器                      | 17       |          |

## 注
- ラップリーダー：キミ・ライコネン 11 (1-11), ミハエル・シューマッハ 49 (12-60)

## 第11戦終了時点でのランキング
- 太字は理論上ワールドチャンピオンの可能性あり

| 順位 | ドライバー             | ポイント |
| ---- | ---------------------- | -------- |
| 1    | ミハエル・シューマッハ | 100      |
| 2    | ルーベンス・バリチェロ | 74       |
| 3    | ジェンソン・バトン     | 53       |
| 4    | ヤルノ・トゥルーリ     | 46       |
| 5    | フェルナンド・アロンソ | 33       |

| 順位 | コンストラクター        | ポイント |
| ---- | ----------------------- | -------- |
| 1    | フェラーリ              | 174      |
| 2    | ルノー                  | 79       |
| 3    | B・A・R-ホンダ          | 67       |
| 4    | ウィリアムズ-BMW        | 41       |
| 5    | マクラーレン-メルセデス | 32       |

- 注：ドライバー、コンストラクター共にトップ5のみ表示。